# Snow Lion Publications
Snow Lion Publications war ein Verlag, der 1980 von Gabriel und Patricia Aiello in Ithaca gegründet wurde. Der Verlag veröffentlicht vornehmlich Literatur zur Erhaltung des tibetischen Buddhismus und der tibetischen Kultur. Der Name Snow Lion Publications bezieht sich auf die Symbolik der Flagge Tibets.
Die Idee zur Gründung des Verlages entstand 1979 nach einer Begegnung der Aiellos mit dem 14. Dalai Lama Tendzin Gyatsho.
Zusammen mit dem Tibetologen Sidney Piburn wurde damit begonnen, buddhistische Texte unterschiedlicher tibetisch-buddhistischer Übertragungslinien aus der tibetischen Sprache oder dem Sanskrit ins Englische zu übersetzen, um sie so einem größeren – westlichen – Publikum zugänglich zu machen. Die Autoren des Verlags waren ursprünglich vor allem daran interessiert, Texte aus den verschiedenen Mönchstraditionen Tibets zu veröffentlichen. Die ersten Manuskripte wurden von Glenn H. Mullin, Jeffrey Hopkins und seinen Studenten an der University of Virginia eingereicht. Snow Lion Publications wurde so zu einem der führenden Verlage zur Veröffentlichung tibetischer Literatur.
Im Jahr 2012 wurde Snow Lion Publications von dem in Boston ansässigen Verlag Shambala Publications übernommen.